# Badminton-Juniorenafrikameisterschaft 1995
Die Badminton-Juniorenafrikameisterschaft 1995 fanden in April 1995 in Durban statt.

## Sieger und Finalisten
| Disziplin    | Gold                           | Silber                     |
| ------------ | ------------------------------ | -------------------------- |
| Herreneinzel | Segun Akinsanya                | Dean Potgieter             |
| Dameneinzel  | Charne du Preez                | Amrita Sawaram             |
| Herrendoppel | Patrice Anodin Li Ying         |                            |
| Damendoppel  | Anneska Davel Charne du Preez  |                            |
| Mixed        | Dean Potgieter Claire Anderson | Craig Mack Charne du Preez |
| Teams        | Südafrika                      | Nigeria                    |